# النمط البرلماني البريطاني
نمط البرلمان البريطاني للمناظرة 
نموذج البرلمان البريطاني نموذج رئيسي للمناظرة الأكاديمية ابتُدع في ليفربول منتصف القرن التاسع عشر. حظى بدعم في المملكة المتحدة، إيرلندا، كندا، الهند، أوروبا عموماً، إفريقيا، الفلبين، أستراليا، نيوزيلاندا، البرازيل، أمريكا اللاتينية، إسبانيا، بنغلاديش، والولايات المتحدة، كما اعتمدت نموذجاً رسمياً بطولة جامعات العالم للمناظرة، وفي نسختها الإسبانية، والنسخة البرتغالية، بطولة الجامعات الأفريقية للمناظرة (PAUDC)، بطولة كل الجامعات النيجيرية للمناظرة "ANUDC"، بطولة زيمبابوي للمناظرة "ZiDC"، وبطولة الجامعات الأوروبية للمناظرة، تستغرق الخطابات عادة بين الخمس إلى سبع دقائق في الغضون لكل خطاب.

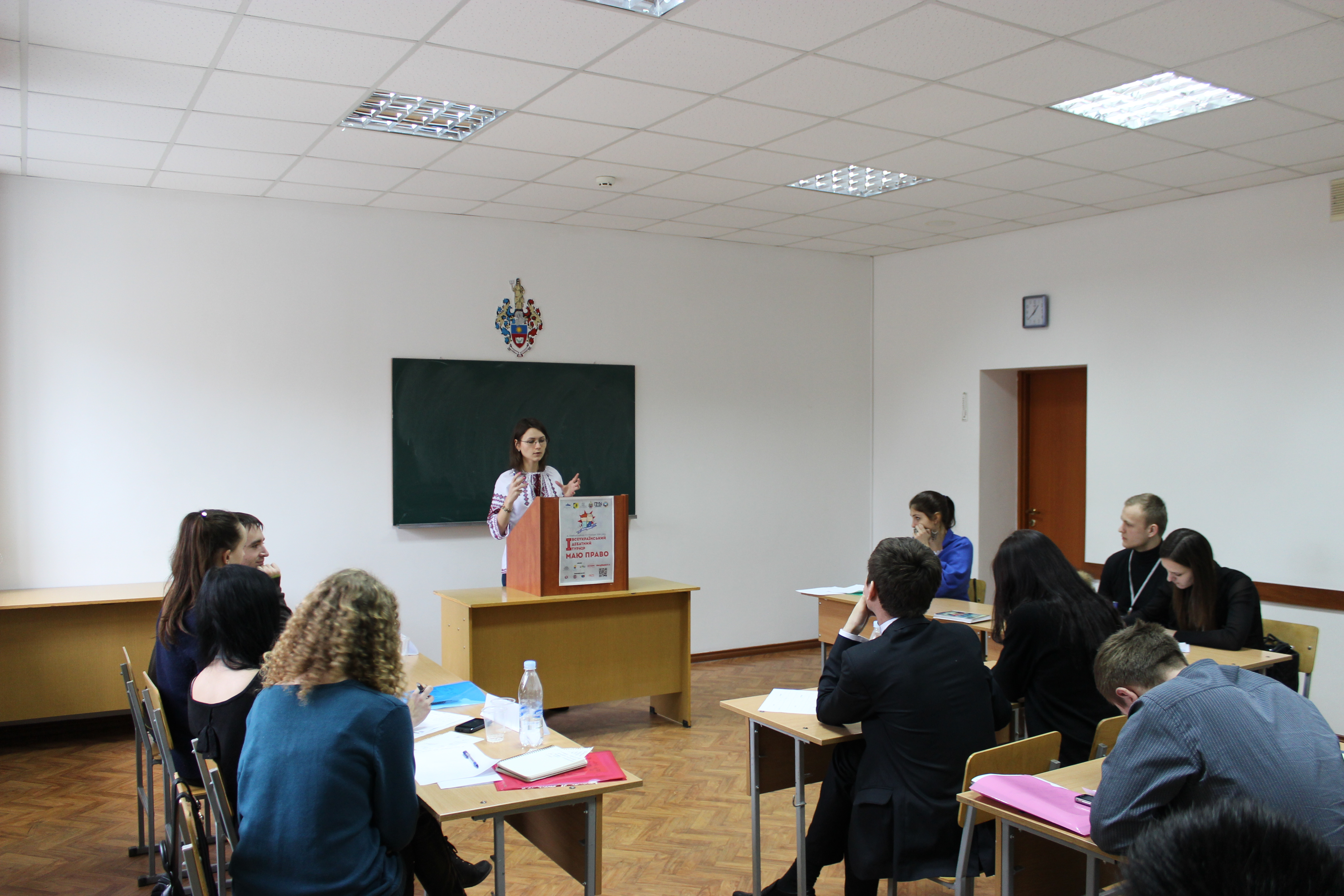
مناظرة في خميلنيتسكي أوكرانيا. حيث نائب زعيم المعارضة يتكلم

## المصطلح
لأن النمط الأصلي في الإجراء البرلماني البريطاني جانبي (المناظرة) يطلق عليهما الحكومة شيوعا تسمي المساءلة والمعارضة في المملكة المتحدة ويطلق علي المتحدثين:
افتتاح الحكومة (القسم الأول):
1_رئيس الوزراء
2_نائب رئيس الوزراء

افتتاح المعارضة (القسم الثاني):

## القواعد

### نقاط المعلومات
المناظرات البرلمانية الربطانية تأخذ مكان بين أربعة فرق قوانينهم تنقسم لتصنيفين
مجموعة لجزاء الافتتاحية ومجموعه لجزاء الخاتمة 
الفريقين الأولين في كل من الحكومة والمعارضة يعرفان كجزء من نصف القمة وكل منهما عنده أربع أدوار رئيسية في المناظرة البرلمانية البريطانية ويجب عليهما:
تكوين تعريفات واضحة للمصطلحات التي من الممكن أن تفسر بشكل مختلف على سبيل المثال تعريف «هذا البيت» في هذا السياق للمناظرة علي سياسة المخدرات من الممكن أن يتضمن الممثل الأولي كدولة أو منظمة عالمية أو صانعي السياسات .
تقديم قضيتهم .
الرد على الحجج التي أثارتها الفرق المتعارضة. 
بالإضافة المتحدثان الاخيران للمناظرة ( يعرفان بالاسواط ) يأخذان نفس دور المتحدث الثالث في المانظرات الأسترالية الاسيوية:
النمط يتطلب من كل المتحدثين تقديم أو عرض نقاط المعلومات (POIs) للمعارضة لأعطائهم (POI) قد يكون علي المتناظر الذي هو في الجولة ولكن على الجانب المقابل من المتكلم الحالي الوقوف والانتظار ليتم مناداته
إذا اختار المتكلم استدعاء المناظر فإن المتكلم يعطي الدور لمدة تصل إلى 15 ثانية، والمناظر قد يعرض حججا أو يطرح سؤالا على المتكلم.(POIs) مهمه في النمط البرلماني البريطاني، حيث أنه يسمح للمجموعتين الأوليتين بالحفاظ على علاقتهما أثناء المناقشة، والمجاميع الأخيره لتقديم حججهما في وقت مبكر من النقاش. تعتبر الدقائق الأولى والأخيرة من كل خطاب «وقت محمي»، والتي لا يمكن خلالها عرض أي نقاط من المعلومات.

## الاختلافات
اعتمادا على البلد، حيث أن هناك اختلافات في وقت الكلام، ترتيب التكلم، ما إذا كان سوط المسائلة يمكنه إدخال نقاط جديدة، وعدد من المتحدثين. بالإضافة إلى القواعد المحددة، الآداب تختلف حسب المنطقة. على سبيل المثال، في بعض البطولات يعتبر نموذجا سيئا للفريق الأول على كلا الجانبين لمحاولة تغطية أكبر عدد ممكن من المواضيع لترك الفريق المغلق من غير شيء (عادتا تعرف باسم «حرق الأرض»)، بينما في بطولات أخرى فإنه يشجع بقوة.

## المسابقات بأسلوب BP
موسم النقاش يتبع الي حد بعيد السنة الاكاديمية في نصف الكرة الشمالي تحديدا الدول الناطقة بالإنجليزية، المسابقات الأولي هي في بريطانيا وأيرلندا في أكتوبر ونوفمبر ولكن بشكل غير عادي بدأ الموسم تقليديا من قبل Deep Springs College كل سبتمبر. بناءا علي بطولة العالم التي عقدت خلال عطلة عيد الميلاد . بعد البطولات العالمية تعتبر كامبريدج IVs وأوكسفورد الأرقي. في السنة الجديدة تعتبر الثالوث المقدس IV في دبلن البطولة الرئيسية في أيرلندا. وإعادت بدأ الموسم ويستمر الموسم  مع عدد كبير من المسابقات الأوروبية و IONA في مارس وأبريل. وخلال شهري أيار / مايو وحزيران / يونيه، تجري الامتحانات الدورية السنوية في العديد من الجامعات عددا صغيرا من المسابقات المفتوحة استعدادا للبطولة الأوروبية. «اليورو» التي كانت قد عقد في البداية على عطلة عيد الفصح، ولكن يقام الآن خلال فصل الصيف، وعادة في أغسطس ويختتم موسم النقاش الأوروبي
نهائي الصولجان العالمي يقام في إبريل وينافس عليه الفائزون في مسابقات الصولجان الوطني في إنجلترا وأسكتلندا وإيرلندا ويتم إبلاغ المتأهلين للتصفيات النهائية قبل ذلك ومسابقات الصلوجان الوطني تبدأ طوال العام في سلسلة من جولات خروج المغلوب في أسكتلندا وأيرلندا وفي إنجلترا وويلز يتم بقائهم علي مدار يومين.
بالنسبة للبطولات العالم  ومعظم المسابقات يجب أن يكون أعضاء الفريق من الطلاب المسجلين في إحدى الجامعات أو المؤسسات من المستوى الثالث. على الرغم من أن المسابقات «المفتوحة» في بعض الأحيان تقام التي تسمح لغير الطلاب والفرق المركبة للتنافس.

## روابط خارجية
- An introductory Guide to BP Debating by Alex Deane.
- Competitive Debating by Dan Neidle
- British Debate
- World Debate Website
- The Judges British Parliamentary Debating est.1999 - An extensive array of unconventional tutorials that focus on the alternative and fun aspects of debate.